# Dinastia Godwin

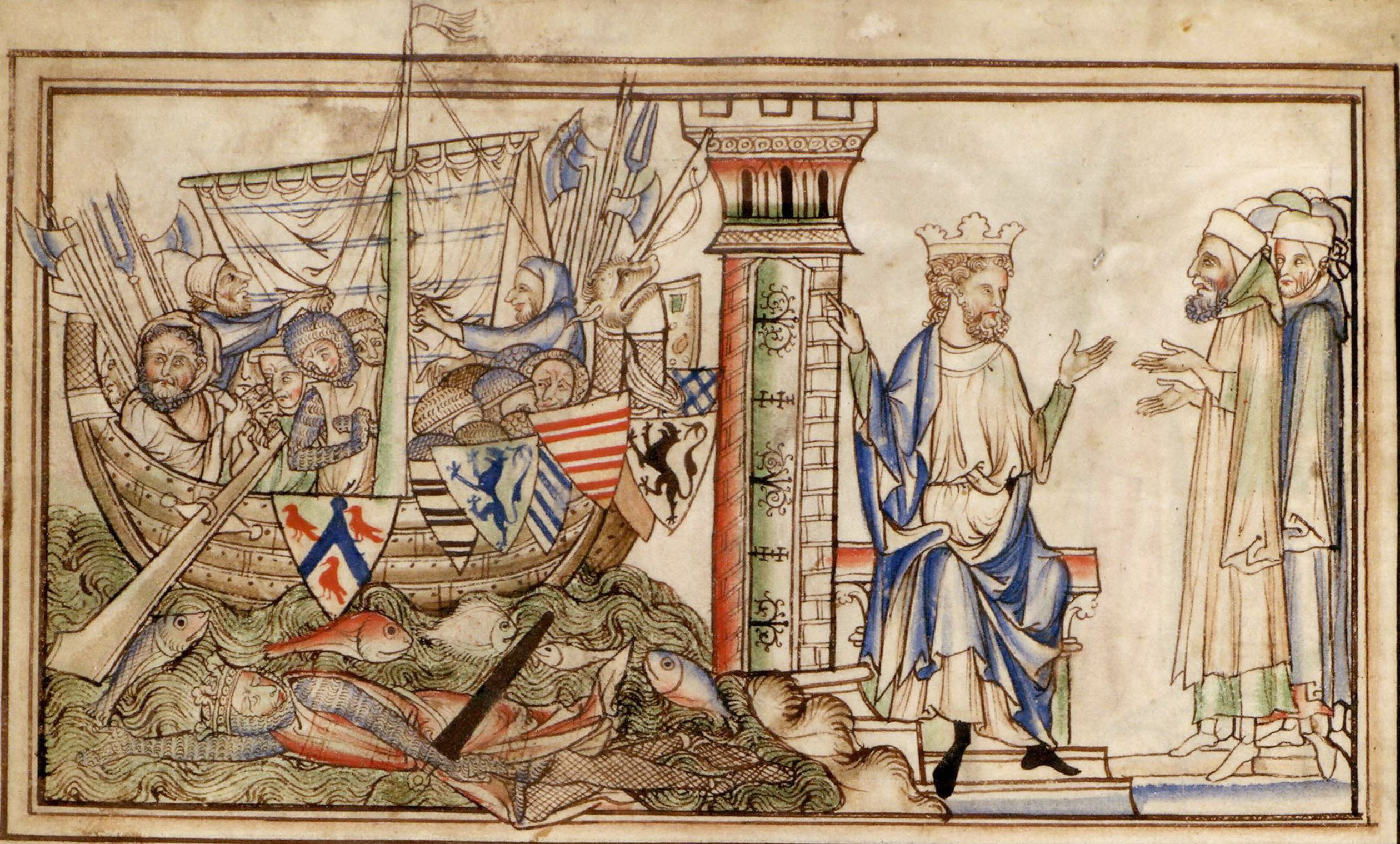
Godwin e la sua famiglia tornano in nave alla corte del re Edoardo il Confessore nel 1052. Da un manoscritto del XIII secolo della Vita Ædwardi Regis.

La dinastia Godwin fu una dinastia anglosassone (nelle generazioni successive anglo-danese o anglo-norreno) ed una delle principali dinastie nobili dell'Inghilterra anglosassone negli ultimi cinquant'anni prima della conquista normanna. Il suo membro più famoso fu Aroldo II Godwinson, re d'Inghilterra per nove mesi nel 1066.
Il fondatore della grandezza della dinastia, Godwin del Wessex fu nominato dal re Canuto, intorno al 1020, conte di Wessex. Mantenne questa carica durante il regno dei figli di Canuto, Aroldo I e Canuto II, e consolidò il suo potere quando il re Edoardo il Confessore conferì delle contee a Sweyn e Aroldo (II), i due figli maggiori di Godwin e della moglie danese Gytha. La famiglia sopravvisse a un breve tentativo del re di esiliarli.
Dopo la morte di Godwin, i suoi figli detenevano le contee di Wessex, Anglia orientale e in seguito della Northumbria; Aroldo in particolare divenne l'uomo più potente d'Inghilterra, eclissando il potere del re.
Quando Edoardo il Confessore morì senza figli nel 1066, gli successe Aroldo come Aroldo II. Questo ottenne una grande vittoria contro l'invasore norvegese Harald III Hardrada e suo fratello Tostig Godwinson nella battaglia di Stamford Bridge. Tre settimane dopo, con la sua sconfitta e la sua morte per mano di Guglielmo il Conquistatore nella battaglia di Hastings, il dominio anglosassone finì.
Le generazioni successive della famiglia furono sparse nel nord Europa; un ramo prosperò in Norvegia e fornì a quel paese uno dei suoi re, Inge II, e un pretendente al trono, Skule Bårdsson. Da parte femminile, la dinastia Godwin è antenata della maggior parte delle case reali dell'Europa moderna.

## Origini
Godwin, earl del Wessex, da cui prende il nome la famiglia, era figlio di un certo Wulfnoth, identificato dai più con Wulfnoth Cild, un thegn del Sussex che nel 1009, accusato di crimini non specificati, abbandonò il servizio del re inglese Etelredo II l'Impreparato insieme a una flotta di venti navi. Wulfnoth Cild potrebbe anche essere stato padre di Ælfwig, abate di New Minster, morto nella battaglia di Hastings, e di una figlia chiamata Æthelflaed; morì nel 1014.
Lo scrittore Alfred Anscombe sostenne che Wulfnoth discendesse da Æthelmær il Grosso, figlio del cronista Etelverdo, e che quindi discendesse da Etelredo I del Wessex, il che significherebbe che la dinastia di Godwin era un ramo della dinastia di Cerdic, ma la maggior parte degli storici è scettica su questa teoria e considera la discendenza di Wulfnoth come sconosciuta.

## Godwin sotto i re danesi
Si stima che la data della nascita di Godwin sia stata intorno all'anno 993. Appare per la prima volta nelle cronache come un seguace di Æthelstan Ætheling, il figlio maggiore di Elteredo II l'Impreparato, e, quando questo principe morì nel 1014, lasciò a Godwin delle terre. Si presume che Godwin abbia poi dato la sua fedeltà al fratello di Altestano, Edmondo II Fiancoferrato, durante la restante e breve vita di Elteredo e il breve regno di Edmondo, e di averlo sostenuto nelle sue campagne contro il re danese invasore Canuto.
Con la morte di Edmondo nel 1016 e l'acquisizione della corona inglese da parte di Canuto, Godwin sembra aver fatto pace con il nuovo re. Non solo sopravvisse alla purga dei nobili inglesi di Canuto, ma addirittura vide la propria situazione migliorare, diventando earl prima della parte orientale del Wessex e poi, forse nel 1020, dell'intera provincia. Inoltre attorno al 1022 sposò Gytha, sorella del conte danese Ulf, cognato di Canuto. Era, nel 1023, considerato il magnate principale nel regno inglese di Canuto, sostenendo lealmente Canuto e divenendo uno dei suoi uomini più fidati. Quando Canuto morì nel 1035, la successione fu disputata tra i due figli di Canuto, Canuto e Aroldo; Godwin fu uno dei sostenitori più influenti di Canuto, ma alla fine Aroldo (I) prevalse.
Nel 1036 un altro dei figli di Elteredo II, Alfredo, intraprese una spedizione in Inghilterra, dove cadde nelle mani prima di Godwin e poi di Aroldo, che lo fece accecare. Alfredo non sopravvisse alla mutilazione, ma non è chiaro se si sia trattata di una deliberata esecuzione voluta da Aroldo, ed è ancora meno chiara quanta responsabilità, se presente, è da attribuire a Godwin. Tuttavia una nube di sospetti incombette su di lui per il resto della sua vita e, quando nel 1040 Aroldo morì, il nuovo re, Canuto (II), esigette un giuramento da parte di Godwin in cui dichiarava di essere innocente del fatto e di aver solo obbedito agli ordini di Aroldo.

## La rivalità di Godwin con Edoardo il Confessore

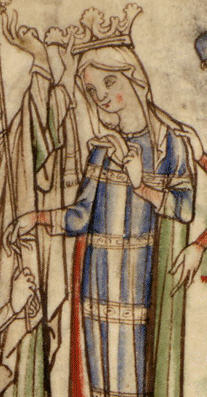
Ritratto della figlia di Godwin, Edith, da un manoscritto del XIII secolo della Vita Ædwardi Regis.

Nel 1042 Canuto II morì e gli successe, con il forte sostegno di Godwin, Edoardo il Confessore, fratello dello sfortunato Alfredo. Godwin ormai aveva una famiglia numerosa, sei figli e tre figlie, e i figli maggiori stavano diventando abbastanza grandi da assumersi le proprie responsabilità, mentre Edoardo aveva bisogno di premiare l'uomo che, più di ogni altro, gli aveva assicurato la corona. Sweyn è di solito considerato il figlio maggiore di Godwin, sebbene il monaco Hemming riporta che il suo vero padre era Canuto; nel 1043 gli fu donata gli earldom di Somerset, Gloucestershire, Herefordshire, Oxfordshire e Berkshire. Il secondo figlio di Godwin, Aroldo, fu nominato earl dell'Anglia orientale l'anno successivo. Nel 1045 Beorn Estrithson, nipote della moglie di Godwin, ricevette un earldom nelle Midlands orientali, e nello stesso anno, la potenza della famiglia venne suggellata con il matrimonio della figlia maggiore di Godwin, Edith, con il re Edoardo il Confessore.
La famiglia Godwin aveva ora quattro earldom (solo l'earldom di Mercia e l'earldom di Northumbria sfuggivano al loro dominio), e avevano un loro rappresentante anche nella camera da letto del re. Al contrario, il patrimonio personale di Edoardo, sebbene molto grande, era probabilmente più piccolo di quello detenuto dai suoi antenati, ed era disperso tra i vari earldom, il che significa che non aveva una base di potere locale; inoltre era appena tornato in Inghilterra ed era percepito come uno straniero mezzo normanno senza esperienza di politica inglese o di alcun tipo di comando. Una lotta per il potere tra re e l'earl iniziò.
La prima battuta d'arresto per la dinastia Godwin fu causata dalla condotta sconsiderata e irresponsabile di Sweyn: questo infatti si alleò per la prima volta con Gruffydd ap Llywelyn, re di Gwynedd e Powys, che poteva essere considerato un nemico naturale degli inglesi, e lanciò assieme a lui una spedizione congiunta nel sud del Galles. Al suo ritorno, sedusse o rapì la badessa di Leominster e la tenne come sua moglie per un anno, uno scandalo che lo portò a essere messo fuorilegge dal re. Le terre di Sweyn furono divise tra suo fratello Aroldo e il cugino Beorn, mentre Sweyn si trasferì prima nelle Fiandre e poi in Danimarca. Due anni dopo, nel 1049, tornò nel regno d'Inghilterra con l'intenzione di riconquistare le sue terre, ma invece uccise Beorn. Fu nuovamente messo fuorilegge e tornò nelle Fiandre, ma il re gli permise di tornare nel 1050.
Nonostante la sua indulgenza verso i Godwinson, Edoardo stava iniziando a muoversi in contrasto a questa: diede infatti l'earldom del defunto Beorn a suo nipote, Ralf il Timido, invece che ad un qualunque alleato di Godwin; egli inoltre nella scelta dell'arcivescovo di Canterbury, non appoggiò il parente di Godwin e arcivescovo eletto Ælric, scegliendo invece Robert di Jumièges, nemico del clan Godwin; permise infine che un piccolo numero di castelli fosse costruito, o almeno progettati, da alcuni dei suoi fedeli di origine straniera negli earldom detenuti da Godwin e dai suoi figli.
La situazione raggiunse il culmine nel 1051, quando gli uomini di Eustachio II, conte di Boulogne, che stava passando per Dover, furono coinvolti in una rissa con i cittadini del luogo. Il re Edoardo decise che la città doveva essere punita e ordinò a Godwin, il quale possedeva l'earldom di Dover, di eseguire la sentenza. Godwin si rifiutò e si preparò alla reazione del re. Lui e i suoi figli riunirono un esercito, gli earl di Mercia e Northumbria radunarono i loro uomini in difesa del re, e il risultato fu una situazione di stallo in cui nessuna delle parti voleva attaccare l'altra. Fu convenuto che una riunione del witan avrebbe risolto la disputa, ma quando il re chiamò la milizia inglese, la fazione di Godwin si trovò in inferiorità numerica.L'intera dinastia venne bandita dal regno: Godwin, sua moglie e i loro figli Sweyn, Tostig e Gyrth fuggirono a Bruges nelle Fiandre e Aroldo e suo fratello Leofwine in Irlanda, mentre la loro sorella e regina Edith fu mandata in un convento.
L'anno seguente, nel 1052, Godwin e Aroldo, con due piccole flotte, si riunirono al largo della costa sud-occidentale dell'Inghilterra; essi quindi riuscirono ad avere sostegno dai porti del Sussex e del Kent. La flotta rinforzata salpò per Londra, dove Godwin fece vedere la propria superiorità bellica rispetto a quella del re. Furono restituiti quindi gli earldom alla dinastia Godwin, la regina fu richiamata a corte e la maggior parte dei numerosi favoriti francesi del re furono banditi. Così la famiglia aveva riguadagnato il potere in Inghilterra ed Edoardo non provò più ad usare le sue forze contro di loro.
Godwin non godette a lungo del suo trionfo. Nel 1053, mentre celebrava la Pasqua a Winchester insieme ad alcuni dei suoi figli e assieme al re, improvvisamente collassò e dopo alcuni giorni morì. Nel secolo successivo i cronisti ricamarono la storia con dettagli che suggerivano che si trattasse di una punizione divina; nella forma più completa della leggenda egli mangiò un boccone di pane, pregando che non gli sia permesso di ingoiarlo se fosse colpevole di aver ucciso il fratello del re Alfredo, per poi soffocare e morire.

## I figli di Godwin

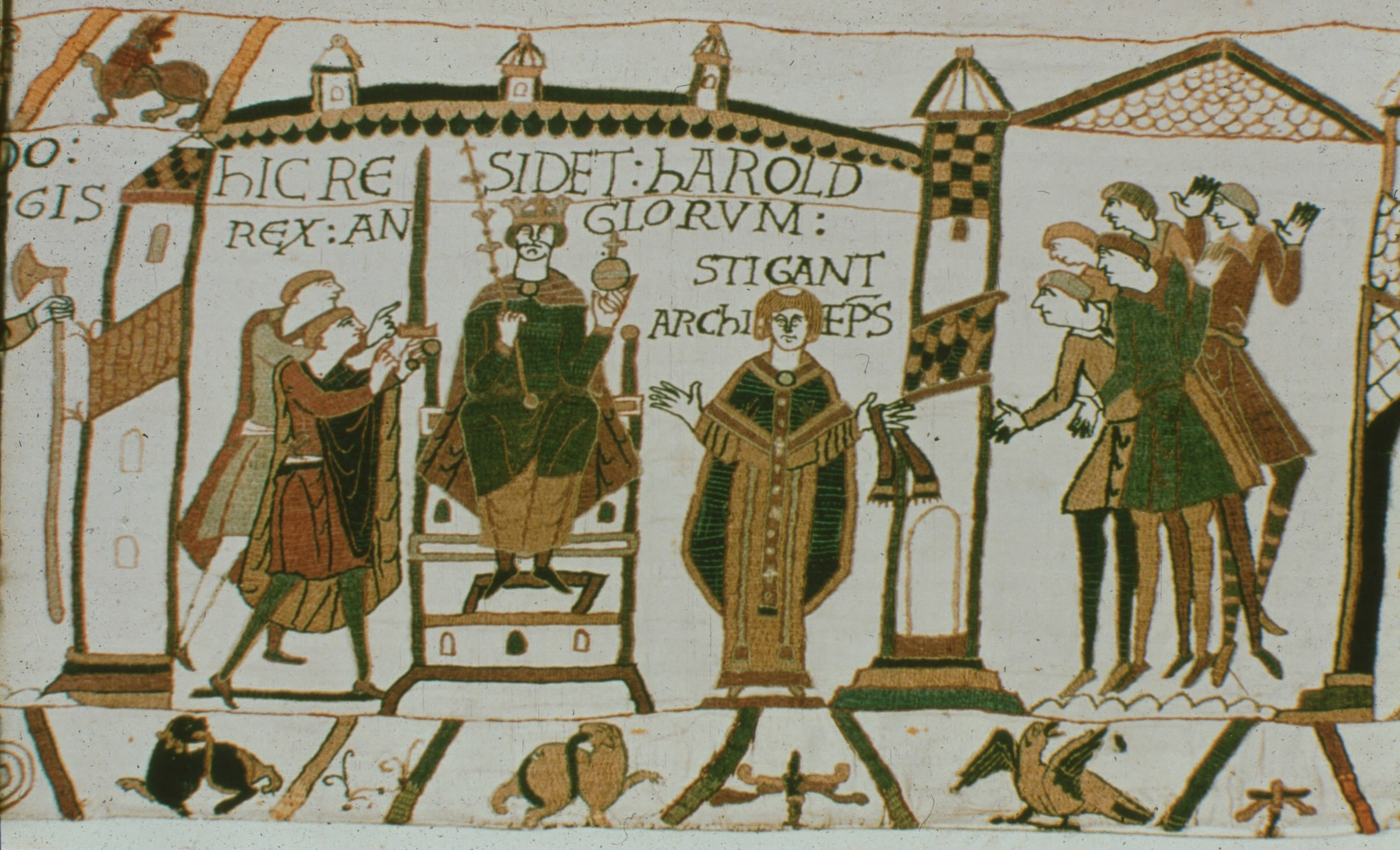
L'incoronazione di Aroldo Godwinson, arazzo di Bayeux.

Il secondo figlio di Godwin, Aroldo, gli successe nell'earldom di Wessex, mentre il vecchio earldom di Aroldo, nell'Anglia orientale, andò ad Ælfgar, figlio del conte di Mercia. Il figlio maggiore di Godwin, Sweyn, non poteva essere preso in considerazione per nessun titolo da quando era andato in pellegrinaggio a Gerusalemme, e in effetti morì nel settembre 1052 durante il viaggio di ritorno. Nel corso degli anni seguenti un earldom dopo l'altro divenne vacante e fu concessa ai vari fratelli minori di Aroldo. Per primo morì, nel 1055, Siward, conte di Northumbria, e gli successe Tostig. Poi, nel 1057, il conte di Mercia morì e gli successe suo figlio Ælfgar, liberando l'Anglia orientale; una forma ridotta di questa terra fu conferita a Gyrth, mentre le contee di Essex, Hertfordshire, Buckinghamshire, Middlesex, Surrey e Kent unite in un unico e nuovo earldom, dato a Leofwine. Lo stesso anno morì il nipote del re Edoardo, Ralf il Timido, e il suo earldom di Hereford fu aggiunto all'earldom del Wessex, detenuto da Aroldo. La dinastia Godwin tenne così l'intera Inghilterra separata dalla Mercia sotto la regalità di Edoardo il Confessore, che si accontentava ormai di lasciare un l'effettivo dominio ai suoi earl.
Nel 1063 Aroldo lanciò, con i suoi cavalieri, un'incursione destinata a uccidere Gruffydd ap Llewelyn, che dal 1055 governava l'intero Galles, ma fallì nel suo obiettivo. Tornò all'attacco lo stesso anno insieme a suo fratello Tostig, i quali lanciarono un'invasione congiunta del Galles, usando sia le forze terrestri che navali; essi provocarono una tale distruzione che gli stessi uomini di Gruffydd lo uccisero e mandarono la testa ad Aroldo.
Non molto tempo dopo, probabilmente nel 1064, si pensa che Aroldo sia partito per un viaggio nel canale della Manica e, colpito da una tempesta sulla costa di Ponthieu, naufragò e il conte del luogo, Guido I di Ponthieu, lo catturò e lo consegnò successivamente a Guglielmo il Bastardo, duca di Normandia. Non si sa quale fosse lo scopo del viaggio di Aroldo. Gli scrittori normanni in seguito affermarono di essere stato inviato dal re Edoardo per confermare Guglielmo come erede al trono inglese e giurargli fedeltà, ma un suo biografom Ian W. Walkerm ritiene che più probabilmente, in primo luogo, stava cercando un'alleanza matrimoniale tra la sua famiglia e quella di Guglielmo; in secondo luogo, forse voleva negoziare la liberazione del fratello minore Wulfnoth e del figlio di Sweyn, Hakon, che erano stati per lungo tenuto in ostaggio in Normandia; e in terzo luogo, che lo scopo del viaggio era sbarcare altrove per ragioni sconosciute. Aroldo accompagnò Guglielmo in una campagna contro il ducato di Bretagna, quindi fu costretto a giurare che avrebbe sostenuto la pretesa di Guglielmo di essere l'erede di Edoardo. Alla fine, gli fu permesso di tornare a casa.
Il giudizio su Tostig come earl della Northumbria è contraddittorio: negli affari esteri infatti ebbe un discreto successo, stringendo amicizia con il re di Scozia, il che fece sì che evitasse dei problemi sul suo confine settentrionale, e condusse una legazione a Roma per conto di Edoardo. Ma nel suo earldom le misure da lui applicate per mantenere la pace del re erano troppo rigide e questo lo rendeva impopolare tra i suoi stessi nobili: nel 1065 infatti, mentre Tostig era alla corte di re Edoardo nel sud dell'Inghilterra, questi si ribellarono contro di lui, uccisero i suoi uomini e chiesero il suo esilio. Aroldo, riluttante a provocare una guerra civile, si rifiutò di invadere la Northumbria per reintegrarlo, e il re Edoardo acconsentì con riluttanza alle richieste dei ribelli ed esiliò Tostig, accogliendo le loro richieste. Furioso per l'incapacità di suo fratello di sostenerlo, Tostig partì per le Fiandre, e ci sono prove che visitò Guglielmo di Normandia, re Sweyn II di Danimarca e re Harald III Hardrada di Norvegia, nel tentativo di trovare alleati che potessero riportarlo al potere. L'earldom della Northumbria fu conferito a Morcar, fratello dell'earl merciano Edwin, e Aroldo si alleò con i due fratelli sposando la loro sorella Ealdgyth.
All'inizio del 1066, Edoardo il Confessore morì senza figli, dopo aver forse nominato Aroldo suo erede. Il witan, accogliendo con più favore le pretese di Aroldo rispetto a quelle del pronipote del defunto re, il ragazzo Edgardo Atheling, lo elesse re e fu incoronato il giorno dopo la morte di Edoardo. Il suo regno durò solo nove mesi e, come scritto sulla cronaca anglosassone, "godette un po' di quiete finché [Aroldo] resse il regno".

## Aroldo II

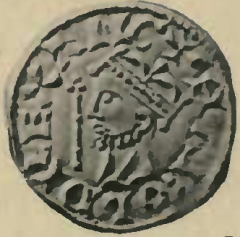
Un penny del re Aroldo II Godwinson.

Aroldo (II) affrontò le minacce del duca di Normandia, del re di Norvegia e di possibili incursori gallesi, ma il primo ad agire fu suo fratello Tostig, che nella primavera del 1066 lanciò delle incursioni sull'isola di Wight e vari punti sulla costa orientale dell'Inghilterra prima di subire una grave sconfitta nel Lincolnshire e rifugiarsi in Scozia. Aroldo, in attesa di un'invasione di Guglielmo di Normandia, si trasferì sulla costa meridionale per preparare le sue difese, ma l'8 settembre, incapace di mantenere le sue forze, fu costretto a scioglierle. Lo stesso mese, Harald III Hardrada partì dalla Norvegia nel suo tentativo di prendere la corona inglese, navigando verso le isole Shetland e Orcadi e unendosi a Tostig sul fiume Tyne, dove quest'ultimo prese servizio sotto di lui come uno dei suoi earl. Insieme attaccarono un esercito della Northumbria a Fulford, nello Yorkshire, ottenendo una vittoria totale e conquistando la città di York. Aroldo Godwinson radunò velocemente e nuovamente il suo esercito e, con marce forzate, fu in grado di sorprendere l'esercito di Harald III e Tostig a Stamford Bridge il 25 settembre, solo cinque giorni dopo la battaglia di Fulford, e riportò una schiacciante vittoria. Aroldo permise ai pochi sopravvissuti, inclusi i figli di Tostig, Skule e Ketel, di tornare in Norvegia.

Tre giorni dopo, il duca Guglielmo sbarcò con la sua flotta di invasione a Pevensey, nel Sussex, poi si trasferì ad Hastings e iniziò a devastare la campagna del Sussex, parte del vecchio earldom del Wessex di Aroldo. Ciò raggiunse l'effetto previsto, cioè provocare Aroldo, facendolo marciare verso sud in tutta la velocità. Il 14 ottobre i due eserciti si incontrarono sette miglia a nord di Hastings, dove ora sorge la città di Battle. Aroldo, accompagnato dai suoi fratelli Gyrth e Leofwine, comandava un esercito che era ormai fortemente provato e si dimostrò incapace di resistere ai ripetuti attacchi normanni. Alla fine della giornata l'esercito di Aroldo fu sconfitto, tutti e tre i fratelli erano morti e la caduta del dominio anglosassone dell'Inghilterra fu compiuta.

## La famiglia si disperde
Solo due membri della famiglia poterono vivere indisturbati in Inghilterra sotto il dominio normanno: la prima era la vedova di Edoardo il Confessore, Edith, figlia di Godwin, che visse privatamente, rimanendo in possesso di tutte le sue terre private, fino alla sua morte nel 1075. Fu sepolta vicino a suo marito nell'abbazia di Westminster. Sua nipote Gunilde, figlia di Aroldo Godwinson, fu rinchiusa nell'abbazia di Wilton fino al 1093, quando fu rapita da Alano il Rosso, un fedele di Guglielmo di etnia bretone e che deteneva la signoria di Richmond. Visse con lui, e poi con il suo successore Alano il Nero, dopo di che scomparve dalla storia.
Il figlio più giovane di Godwin, Wulfnoth (nato nel 1036 circa), fu tenuto in ostaggio in Normandia dal 1051 fino alla morte di Guglielmo il Conquistatore nel 1087, anno in cui fu liberato, per poi essere nuovamente reso prigioniero e trasferito a Winchester da Guglielmo II Rufo, dove potrebbe essere divenuto un monaco. Si pensa che sia morto nel 1094 circa.

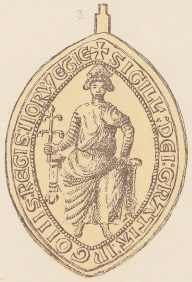
Il sigillo del re Inge II di Norvegia.

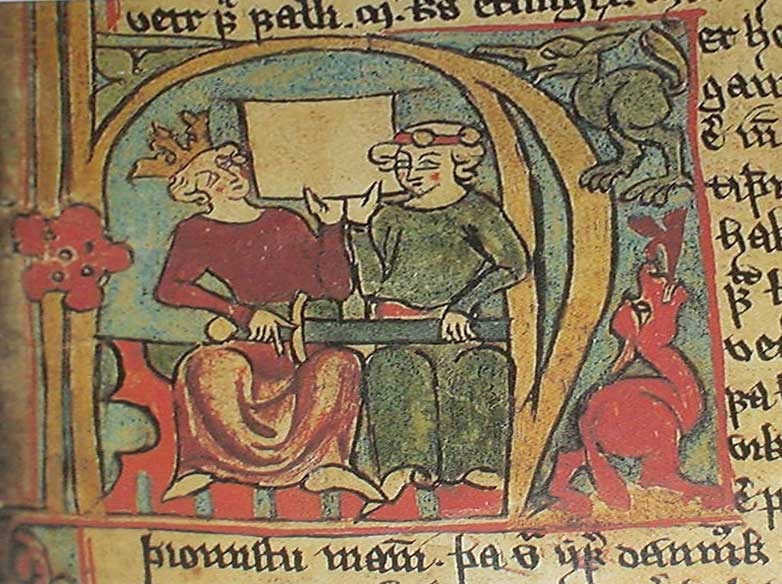
Haakon IV e Skule Bårdsson, dal manoscritto del XIV secolo, dal Flateyjarbók.

All'indomani della battaglia di Hastings, la vedova di Godwin e madre di Aroldo II, Gytha, all'età di sessant'anni, si ritirò nel sud-ovest dell'Inghilterra, dove deteneva vaste proprietà e dove cresceva la resistenza alla conquista. Guglielmo il Conquistatore rivolse la sua attenzione a reprimere questa resistenza all'inizio del 1068 e assediò la città di Exeter, ma Gytha era già fuggita, probabilmente con sua figlia Gunilde e la nipote, figlia di Aroldo II, Gytha, e si era rifugiata prima su un'isola del canale di Bristol, probabilmente sull'isola di Steep Holm, e poi a Saint-Omer nelle Fiandre. I giovani figli di Aroldo, Godwin ed Edmund, e forse anche il loro fratello Magnus, potrebbero essere stati coinvolti nell'assedio di Exeter; certamente si diressero alla corte del re di Leinster Diarmait in Irlanda, da dove lanciarono due fallimentari incursioni contro l'Inghilterra sud-occidentale. Due dei figli, probabilmente Godwin ed Edmundo, sopravvissero per poi unirsi ai loro parenti a Saint-Omer. Da lì l'intero gruppo si diresse in Danimarca nella speranza che il suo re, Sweyn II, li avrebbe aiutati a riconquistare il potere in Inghilterra. Sweyn fallì in questo proposito, ma dopo alcuni anni organizzò un matrimonio vantaggioso per la giovane Gytha, facendola unire con Vladimir II Monomaco, principe di Smolensk e in seguito gran principe di Kiev. I loro discendenti si sposarono con case reali in tutta Europa e trasmisero il sangue dei Godwin, tra molti altri, nelle attuali regine della Gran Bretagna e di Danimarca.
Ulf, figlio minore di Aroldo II Godwinson, fu catturato da Guglielmo il Conquistatore e fu tenuto prigioniero in Normandia. Alla morte di Guglielmo il Conquistatore, suo figlio Roberto Cosciacorta lo liberò e lo fece cavaliere, ma non si sa più nulla della sua vita dopo questo evento.
Aroldo, il figlio più giovane e probabilmente nato postumo di Aroldo II Godwinson, fu portato da sua madre a Dublino, e successivamente andò in Norvegia, dove fu accolto dal re di quel paese. Nel 1098 fu uno degli uomini che Magnus III portò con sé in una spedizione nelle Orcadi, nelle Ebridi, sull'isola di Man e ad Anglesey. Aroldo, dopo queste spedizioni, non appare in nessuna fonte.
Dopo la battaglia di Stamford Bridge e la morte di Harald III Hardrada, Skule e Ketel, i due figli di Tostig Godwinson, furono portati in Norvegia sotto l'ala protettiva del figlio di Hardrada, Olaf. Questo, che divenne re di Norvegia subito dopo la morte del padre, diede delle terre a Ketel e gli organizzò un buon matrimonio; secondo lo scrittore del XIII secolo Snorri Sturluson, "da lui discendono molte grandi persone". Skule divenne noto come Skule Kongsfostre (traducibile in "il figlio adottivo del re"), e fu ricordato come un uomo straordinariamente intelligente e bello che comandava l'hirð del re. Sposò una parente del re, Gudrun Nevsteinsdotter, e il loro figlio fu Åsolv di Rein (a Rissa), padre del lendmann Guttorm di Rein. Il figlio di Guttorm, Bård Guttormsson di Rein, fu un caro amico e sostenitore del re Sverre I Sigurdsson, combatté al suo fianco in diverse battaglie e fu premiato con la mano della sorellastra del re, Cecilia Sigurdsdotter.
Inge (II) Bårdsson, figlio di Bård e Cecilia, nacque verso l'anno 1185. Nel 1204, quando morì il figlio re Guttorm I Sigurdsson, i due ovvi candidati alla corona furono Inge e il fratellastro Haakon Galen, figlio di Cecilia e di un altro marito. Dopo una lotta per il potere, Inge fu riconosciuto come re, mentre Haakon mantenne il suo precedente comando dell'esercito. Ciò non condusse ad una pace duratura, poiché una fazione nota come Bagler riuscì a dividere il regno, con il proprio candidato Philip Simonsson che governava la metà orientale mentre Inge la metà occidentale. Inoltre l'earl Haakon rinnovò la sua pretesa sulla corona, una rivendicazione che decadde solo con la sua morte nel 1214. Lo stesso re Inge morì nel 1217. Dal 1213 il capo dell'esercito e dell'hirð fu il fratellastro di Inge, Skule, figlio di Bård Guttormsson da un'altra moglie, Ragnfrid Erlingsdotter, e quindi, come il re Inge, faceva parte della quinta generazione della dinastia Godwinson in via maschile, discendenti di Tostig Godwinson. Il nuovo re, Haakon IV, non era altro che un ragazzo e Skule assunse il ruolo di reggente. Nel 1225 Skule fece sposare la sua giovane figlia, Margherita, con il re, ma questo non riuscì a stabilire una perfetta amicizia tra i due uomini, e nel 1239 Skule si ribellò apertamente, rivendicando il titolo di re per sé. La guerra vide la sua sconfitta e fu ucciso nel 1240. Da Haakon IV e Margherita Skulesdotter discendono i successivi re di Norvegia fino ai giorni nostri.

## Albero genealogico
Questo albero genealogico mostra i discendenti di linea maschile generalmente accettati a partire da Wulfnoth Cild, sebbene alcuni dei discendenti di linea maschile conosciuti di Guttorm di Rein siano stati esclusi per motivi di chiarezza.
|  |  |  |  |                             |                             |                             |                             |                             |                             |                 |                 |                  |                  |                  |                  |                    |                    |                    |                    |                    |                    |                  |                  | Wulfnoth Cild                              | Wulfnoth Cild                              | Wulfnoth Cild                              | Wulfnoth Cild                              | Wulfnoth Cild                              | Wulfnoth Cild                              |                   |                   |                      |                      |                      |                      |                      |                      |                 |                 |                   |                   |                   |                   |                     |                     |                     |                     |                       |                       |                       |                       |                        |                        |                        |                        |                        |                        |                  |                  |                             |                             |                             |                             |                             |                             |                         |                         |                         |                         |                    |                    |                          |                          |                          |                          | Dinastia Godwin          | Dinastia Godwin          | Dinastia Godwin        | Dinastia Godwin        | Dinastia Godwin        | Dinastia Godwin        |                  |                  |                  |                  |              |              |                                        |                                        |                                        |                                        |                                        |                                        |  |  |  |  |
|  |  |  |  |                             |                             |                             |                             |                             |                             |                 |                 |                  |                  |                  |                  |                    |                    |                    |                    |                    |                    |                  |                  | Wulfnoth Cild                              | Wulfnoth Cild                              | Wulfnoth Cild                              | Wulfnoth Cild                              | Wulfnoth Cild                              | Wulfnoth Cild                              |                   |                   |                      |                      |                      |                      |                      |                      |                 |                 |                   |                   |                   |                   |                     |                     |                     |                     |                       |                       |                       |                       |                        |                        |                        |                        |                        |                        |                  |                  |                             |                             |                             |                             |                             |                             |                         |                         |                         |                         |                    |                    |                          |                          |                          |                          | Dinastia Godwin          | Dinastia Godwin          | Dinastia Godwin        | Dinastia Godwin        | Dinastia Godwin        | Dinastia Godwin        |                  |                  |                  |                  |              |              |                                        |                                        |                                        |                                        |                                        |                                        |  |  |  |  |
|  |  |  |  |                             |                             |                             |                             |                             |                             |                 |                 |                  |                  |                  |                  |                    |                    |                    |                    |                    |                    |                  |                  | Godwin del Wessex Fondatore della dinastia | Godwin del Wessex Fondatore della dinastia | Godwin del Wessex Fondatore della dinastia | Godwin del Wessex Fondatore della dinastia | Godwin del Wessex Fondatore della dinastia | Godwin del Wessex Fondatore della dinastia |                   |                   | Gytha Thorkelsdóttir | Gytha Thorkelsdóttir | Gytha Thorkelsdóttir | Gytha Thorkelsdóttir | Gytha Thorkelsdóttir | Gytha Thorkelsdóttir |                 |                 |                   |                   |                   |                   |                     |                     |                     |                     |                       |                       |                       |                       |                        |                        |                        |                        |                        |                        |                  |                  |                             |                             |                             |                             |                             |                             |                         |                         |                         |                         |                    |                    |                          |                          |                          |                          |                          |                          |                        |                        |                        |                        |                  |                  |                  |                  |              |              |                                        |                                        |                                        |                                        |                                        |                                        |  |  |  |  |
|  |  |  |  |                             |                             |                             |                             |                             |                             |                 |                 |                  |                  |                  |                  |                    |                    |                    |                    |                    |                    |                  |                  | Godwin del Wessex Fondatore della dinastia | Godwin del Wessex Fondatore della dinastia | Godwin del Wessex Fondatore della dinastia | Godwin del Wessex Fondatore della dinastia | Godwin del Wessex Fondatore della dinastia | Godwin del Wessex Fondatore della dinastia |                   |                   | Gytha Thorkelsdóttir | Gytha Thorkelsdóttir | Gytha Thorkelsdóttir | Gytha Thorkelsdóttir | Gytha Thorkelsdóttir | Gytha Thorkelsdóttir |                 |                 |                   |                   |                   |                   |                     |                     |                     |                     |                       |                       |                       |                       |                        |                        |                        |                        |                        |                        |                  |                  |                             |                             |                             |                             |                             |                             |                         |                         |                         |                         |                    |                    |                          |                          |                          |                          |                          |                          |                        |                        |                        |                        |                  |                  |                  |                  |              |              |                                        |                                        |                                        |                                        |                                        |                                        |  |  |  |  |
|  |  |  |  |                             |                             |                             |                             |                             |                             |                 |                 |                  |                  |                  |                  |                    |                    |                    |                    |                    |                    |                  |                  |                                            |                                            |                                            |                                            |                                            |                                            |                   |                   |                      |                      |                      |                      |                      |                      |                 |                 |                   |                   |                   |                   |                     |                     |                     |                     |                       |                       |                       |                       |                        |                        |                        |                        |                        |                        |                  |                  |                             |                             |                             |                             |                             |                             |                         |                         |                         |                         |                    |                    |                          |                          |                          |                          |                          |                          |                        |                        |                        |                        |                  |                  |                  |                  |              |              |                                        |                                        |                                        |                                        |                                        |                                        |  |  |  |  |
|  |  |  |  |                             |                             |                             |                             |                             |                             |                 |                 |                  |                  |                  |                  |                    |                    |                    |                    |                    |                    |                  |                  |                                            |                                            |                                            |                                            |                                            |                                            |                   |                   |                      |                      |                      |                      |                      |                      |                 |                 |                   |                   |                   |                   |                     |                     |                     |                     |                       |                       |                       |                       |                        |                        |                        |                        |                        |                        |                  |                  |                             |                             |                             |                             |                             |                             |                         |                         |                         |                         |                    |                    |                          |                          |                          |                          |                          |                          |                        |                        |                        |                        |                  |                  |                  |                  |              |              |                                        |                                        |                                        |                                        |                                        |                                        |  |  |  |  |
|  |  |  |  |                             |                             |                             |                             |                             |                             |                 |                 |                  |                  |                  |                  |                    |                    |                    |                    |                    |                    |                  |                  |                                            |                                            |                                            |                                            |                                            |                                            |                   |                   |                      |                      |                      |                      |                      |                      |                 |                 |                   |                   |                   |                   |                     |                     |                     |                     |                       |                       |                       |                       |                        |                        |                        |                        |                        |                        |                  |                  |                             |                             |                             |                             |                             |                             |                         |                         |                         |                         |                    |                    |                          |                          |                          |                          |                          |                          |                        |                        |                        |                        |                  |                  |                  |                  |              |              |                                        |                                        |                                        |                                        |                                        |                                        |  |  |  |  |
|  |  |  |  |                             |                             | Sweyn Godwinson             | Sweyn Godwinson             | Sweyn Godwinson             | Sweyn Godwinson             | Sweyn Godwinson | Sweyn Godwinson |                  |                  |                  |                  | Ealdgyth Swan-neck | Ealdgyth Swan-neck | Ealdgyth Swan-neck | Ealdgyth Swan-neck | Ealdgyth Swan-neck | Ealdgyth Swan-neck |                  |                  | Aroldo II d'Inghilterra Re d'Inghilterra   | Aroldo II d'Inghilterra Re d'Inghilterra   | Aroldo II d'Inghilterra Re d'Inghilterra   | Aroldo II d'Inghilterra Re d'Inghilterra   | Aroldo II d'Inghilterra Re d'Inghilterra   | Aroldo II d'Inghilterra Re d'Inghilterra   |                   |                   | Edith di Mercia      | Edith di Mercia      | Edith di Mercia      | Edith di Mercia      | Edith di Mercia      | Edith di Mercia      |                 |                 | Tostig del Wessex | Tostig del Wessex | Tostig del Wessex | Tostig del Wessex | Tostig del Wessex   | Tostig del Wessex   |                     |                     | Giuditta di Fiandra   | Giuditta di Fiandra   | Giuditta di Fiandra   | Giuditta di Fiandra   | Giuditta di Fiandra    | Giuditta di Fiandra    |                        |                        | Gyrth Godwinson        | Gyrth Godwinson        | Gyrth Godwinson  | Gyrth Godwinson  | Gyrth Godwinson             | Gyrth Godwinson             |                             |                             | Leofwine Godwinson          | Leofwine Godwinson          | Leofwine Godwinson      | Leofwine Godwinson      | Leofwine Godwinson      | Leofwine Godwinson      |                    |                    | Wulfnoth Godwinson       | Wulfnoth Godwinson       | Wulfnoth Godwinson       | Wulfnoth Godwinson       | Wulfnoth Godwinson       | Wulfnoth Godwinson       |                        |                        | Edith del Wessex       | Edith del Wessex       | Edith del Wessex | Edith del Wessex | Edith del Wessex | Edith del Wessex |              |              | Edoardo il Confessore Re d'Inghilterra | Edoardo il Confessore Re d'Inghilterra | Edoardo il Confessore Re d'Inghilterra | Edoardo il Confessore Re d'Inghilterra | Edoardo il Confessore Re d'Inghilterra | Edoardo il Confessore Re d'Inghilterra |  |  |  |  |
|  |  |  |  |                             |                             | Sweyn Godwinson             | Sweyn Godwinson             | Sweyn Godwinson             | Sweyn Godwinson             | Sweyn Godwinson | Sweyn Godwinson |                  |                  |                  |                  | Ealdgyth Swan-neck | Ealdgyth Swan-neck | Ealdgyth Swan-neck | Ealdgyth Swan-neck | Ealdgyth Swan-neck | Ealdgyth Swan-neck |                  |                  | Aroldo II d'Inghilterra Re d'Inghilterra   | Aroldo II d'Inghilterra Re d'Inghilterra   | Aroldo II d'Inghilterra Re d'Inghilterra   | Aroldo II d'Inghilterra Re d'Inghilterra   | Aroldo II d'Inghilterra Re d'Inghilterra   | Aroldo II d'Inghilterra Re d'Inghilterra   |                   |                   | Edith di Mercia      | Edith di Mercia      | Edith di Mercia      | Edith di Mercia      | Edith di Mercia      | Edith di Mercia      |                 |                 | Tostig del Wessex | Tostig del Wessex | Tostig del Wessex | Tostig del Wessex | Tostig del Wessex   | Tostig del Wessex   |                     |                     | Giuditta di Fiandra   | Giuditta di Fiandra   | Giuditta di Fiandra   | Giuditta di Fiandra   | Giuditta di Fiandra    | Giuditta di Fiandra    |                        |                        | Gyrth Godwinson        | Gyrth Godwinson        | Gyrth Godwinson  | Gyrth Godwinson  | Gyrth Godwinson             | Gyrth Godwinson             |                             |                             | Leofwine Godwinson          | Leofwine Godwinson          | Leofwine Godwinson      | Leofwine Godwinson      | Leofwine Godwinson      | Leofwine Godwinson      |                    |                    | Wulfnoth Godwinson       | Wulfnoth Godwinson       | Wulfnoth Godwinson       | Wulfnoth Godwinson       | Wulfnoth Godwinson       | Wulfnoth Godwinson       |                        |                        | Edith del Wessex       | Edith del Wessex       | Edith del Wessex | Edith del Wessex | Edith del Wessex | Edith del Wessex |              |              | Edoardo il Confessore Re d'Inghilterra | Edoardo il Confessore Re d'Inghilterra | Edoardo il Confessore Re d'Inghilterra | Edoardo il Confessore Re d'Inghilterra | Edoardo il Confessore Re d'Inghilterra | Edoardo il Confessore Re d'Inghilterra |  |  |  |  |
|  |  |  |  |                             |                             |                             |                             |                             |                             |                 |                 |                  |                  |                  |                  |                    |                    |                    |                    |                    |                    |                  |                  |                                            |                                            |                                            |                                            |                                            |                                            |                   |                   |                      |                      |                      |                      |                      |                      |                 |                 |                   |                   |                   |                   |                     |                     |                     |                     |                       |                       |                       |                       |                        |                        |                        |                        |                        |                        |                  |                  |                             |                             |                             |                             |                             |                             |                         |                         |                         |                         |                    |                    |                          |                          |                          |                          |                          |                          |                        |                        |                        |                        |                  |                  |                  |                  |              |              |                                        |                                        |                                        |                                        |                                        |                                        |  |  |  |  |
|  |  |  |  |                             |                             |                             |                             |                             |                             |                 |                 |                  |                  |                  |                  |                    |                    |                    |                    |                    |                    |                  |                  |                                            |                                            |                                            |                                            |                                            |                                            |                   |                   |                      |                      |                      |                      |                      |                      |                 |                 |                   |                   |                   |                   |                     |                     |                     |                     |                       |                       |                       |                       |                        |                        |                        |                        |                        |                        |                  |                  |                             |                             |                             |                             |                             |                             |                         |                         |                         |                         |                    |                    |                          |                          |                          |                          |                          |                          |                        |                        |                        |                        |                  |                  |                  |                  |              |              |                                        |                                        |                                        |                                        |                                        |                                        |  |  |  |  |
|  |  |  |  |                             |                             |                             |                             |                             |                             |                 |                 |                  |                  |                  |                  |                    |                    |                    |                    |                    |                    |                  |                  |                                            |                                            |                                            |                                            |                                            |                                            |                   |                   |                      |                      |                      |                      |                      |                      |                 |                 |                   |                   |                   |                   |                     |                     |                     |                     |                       |                       |                       |                       |                        |                        |                        |                        |                        |                        |                  |                  |                             |                             |                             |                             |                             |                             |                         |                         |                         |                         |                    |                    |                          |                          |                          |                          |                          |                          |                        |                        |                        |                        |                  |                  |                  |                  |              |              |                                        |                                        |                                        |                                        |                                        |                                        |  |  |  |  |
|  |  |  |  |                             |                             |                             |                             |                             |                             |                 |                 |                  |                  |                  |                  |                    |                    |                    |                    |                    |                    |                  |                  |                                            |                                            |                                            |                                            |                                            |                                            |                   |                   |                      |                      |                      |                      |                      |                      |                 |                 |                   |                   |                   |                   |                     |                     |                     |                     |                       |                       |                       |                       |                        |                        |                        |                        |                        |                        |                  |                  |                             |                             |                             |                             |                             |                             |                         |                         |                         |                         |                    |                    |                          |                          |                          |                          |                          |                          |                        |                        |                        |                        |                  |                  |                  |                  |              |              |                                        |                                        |                                        |                                        |                                        |                                        |  |  |  |  |
|  |  |  |  |                             |                             |                             |                             |                             |                             |                 |                 |                  |                  |                  |                  |                    |                    |                    |                    |                    |                    |                  |                  |                                            |                                            |                                            |                                            |                                            |                                            |                   |                   |                      |                      |                      |                      |                      |                      |                 |                 |                   |                   |                   |                   |                     |                     |                     |                     |                       |                       |                       |                       |                        |                        |                        |                        |                        |                        |                  |                  |                             |                             |                             |                             |                             |                             |                         |                         |                         |                         |                    |                    |                          |                          |                          |                          |                          |                          |                        |                        |                        |                        |                  |                  |                  |                  |              |              |                                        |                                        |                                        |                                        |                                        |                                        |  |  |  |  |
|  |  |  |  |                             |                             |                             |                             |                             |                             |                 |                 |                  |                  |                  |                  |                    |                    |                    |                    |                    |                    |                  |                  |                                            |                                            |                                            |                                            |                                            |                                            |                   |                   |                      |                      |                      |                      |                      |                      |                 |                 |                   |                   |                   |                   |                     |                     |                     |                     |                       |                       |                       |                       |                        |                        |                        |                        |                        |                        |                  |                  |                             |                             |                             |                             |                             |                             |                         |                         |                         |                         |                    |                    |                          |                          |                          |                          |                          |                          |                        |                        |                        |                        |                  |                  |                  |                  |              |              |                                        |                                        |                                        |                                        |                                        |                                        |  |  |  |  |
|  |  |  |  | Godwin, figlio di Aroldo II | Godwin, figlio di Aroldo II | Godwin, figlio di Aroldo II | Godwin, figlio di Aroldo II | Godwin, figlio di Aroldo II | Godwin, figlio di Aroldo II |                 |                 | Edmund Godwinson | Edmund Godwinson | Edmund Godwinson | Edmund Godwinson | Edmund Godwinson   | Edmund Godwinson   |                    |                    | Magnus Godwinson   | Magnus Godwinson   | Magnus Godwinson | Magnus Godwinson | Magnus Godwinson                           | Magnus Godwinson                           |                                            |                                            | Gunilde Godwinson                          | Gunilde Godwinson                          | Gunilde Godwinson | Gunilde Godwinson | Gunilde Godwinson    | Gunilde Godwinson    |                      |                      | Gytha Godwinson      | Gytha Godwinson      | Gytha Godwinson | Gytha Godwinson | Gytha Godwinson   | Gytha Godwinson   |                   |                   | Vladimir II di Kiev | Vladimir II di Kiev | Vladimir II di Kiev | Vladimir II di Kiev | Vladimir II di Kiev   | Vladimir II di Kiev   |                       |                       | Ulf Godwinson          | Ulf Godwinson          | Ulf Godwinson          | Ulf Godwinson          | Ulf Godwinson          | Ulf Godwinson          |                  |                  | Aroldo, figlio di Aroldo II | Aroldo, figlio di Aroldo II | Aroldo, figlio di Aroldo II | Aroldo, figlio di Aroldo II | Aroldo, figlio di Aroldo II | Aroldo, figlio di Aroldo II |                         |                         | Skule Kongsfrostre      | Skule Kongsfrostre      | Skule Kongsfrostre | Skule Kongsfrostre | Skule Kongsfrostre       | Skule Kongsfrostre       |                          |                          | Gudrun Nevsteinsdotter   | Gudrun Nevsteinsdotter   | Gudrun Nevsteinsdotter | Gudrun Nevsteinsdotter | Gudrun Nevsteinsdotter | Gudrun Nevsteinsdotter |                  |                  | Ketel Krok       | Ketel Krok       | Ketel Krok   | Ketel Krok   | Ketel Krok                             | Ketel Krok                             |                                        |                                        |                                        |                                        |  |  |  |  |
|  |  |  |  | Godwin, figlio di Aroldo II | Godwin, figlio di Aroldo II | Godwin, figlio di Aroldo II | Godwin, figlio di Aroldo II | Godwin, figlio di Aroldo II | Godwin, figlio di Aroldo II |                 |                 | Edmund Godwinson | Edmund Godwinson | Edmund Godwinson | Edmund Godwinson | Edmund Godwinson   | Edmund Godwinson   |                    |                    | Magnus Godwinson   | Magnus Godwinson   | Magnus Godwinson | Magnus Godwinson | Magnus Godwinson                           | Magnus Godwinson                           |                                            |                                            | Gunilde Godwinson                          | Gunilde Godwinson                          | Gunilde Godwinson | Gunilde Godwinson | Gunilde Godwinson    | Gunilde Godwinson    |                      |                      | Gytha Godwinson      | Gytha Godwinson      | Gytha Godwinson | Gytha Godwinson | Gytha Godwinson   | Gytha Godwinson   |                   |                   | Vladimir II di Kiev | Vladimir II di Kiev | Vladimir II di Kiev | Vladimir II di Kiev | Vladimir II di Kiev   | Vladimir II di Kiev   |                       |                       | Ulf Godwinson          | Ulf Godwinson          | Ulf Godwinson          | Ulf Godwinson          | Ulf Godwinson          | Ulf Godwinson          |                  |                  | Aroldo, figlio di Aroldo II | Aroldo, figlio di Aroldo II | Aroldo, figlio di Aroldo II | Aroldo, figlio di Aroldo II | Aroldo, figlio di Aroldo II | Aroldo, figlio di Aroldo II |                         |                         | Skule Kongsfrostre      | Skule Kongsfrostre      | Skule Kongsfrostre | Skule Kongsfrostre | Skule Kongsfrostre       | Skule Kongsfrostre       |                          |                          | Gudrun Nevsteinsdotter   | Gudrun Nevsteinsdotter   | Gudrun Nevsteinsdotter | Gudrun Nevsteinsdotter | Gudrun Nevsteinsdotter | Gudrun Nevsteinsdotter |                  |                  | Ketel Krok       | Ketel Krok       | Ketel Krok   | Ketel Krok   | Ketel Krok                             | Ketel Krok                             |                                        |                                        |                                        |                                        |  |  |  |  |
|  |  |  |  |                             |                             |                             |                             |                             |                             |                 |                 |                  |                  |                  |                  |                    |                    |                    |                    |                    |                    |                  |                  |                                            |                                            |                                            |                                            |                                            |                                            |                   |                   |                      |                      |                      |                      |                      |                      |                 |                 |                   |                   |                   |                   |                     |                     |                     |                     |                       |                       |                       |                       |                        |                        |                        |                        |                        |                        |                  |                  |                             |                             |                             |                             |                             |                             |                         |                         |                         |                         |                    |                    |                          |                          |                          |                          |                          |                          |                        |                        |                        |                        |                  |                  |                  |                  |              |              |                                        |                                        |                                        |                                        |                                        |                                        |  |  |  |  |
|  |  |  |  |                             |                             |                             |                             |                             |                             |                 |                 |                  |                  |                  |                  |                    |                    |                    |                    |                    |                    |                  |                  |                                            |                                            |                                            |                                            |                                            |                                            |                   |                   |                      |                      |                      |                      |                      |                      |                 |                 |                   |                   |                   |                   |                     |                     |                     |                     |                       |                       |                       |                       |                        |                        |                        |                        |                        |                        |                  |                  |                             |                             |                             |                             |                             |                             |                         |                         |                         |                         |                    |                    |                          |                          |                          |                          |                          |                          |                        |                        |                        |                        |                  |                  |                  |                  |              |              |                                        |                                        |                                        |                                        |                                        |                                        |  |  |  |  |
|  |  |  |  |                             |                             |                             |                             |                             |                             |                 |                 |                  |                  |                  |                  |                    |                    |                    |                    |                    |                    |                  |                  |                                            |                                            |                                            |                                            |                                            |                                            |                   |                   |                      |                      |                      |                      |                      |                      |                 |                 |                   |                   |                   |                   |                     |                     |                     |                     |                       |                       |                       |                       |                        |                        |                        |                        |                        |                        |                  |                  | Tora Skoptesdotter          | Tora Skoptesdotter          | Tora Skoptesdotter          | Tora Skoptesdotter          | Tora Skoptesdotter          | Tora Skoptesdotter          |                         |                         | Åsolv di Rein           | Åsolv di Rein           | Åsolv di Rein      | Åsolv di Rein      | Åsolv di Rein            | Åsolv di Rein            |                          |                          | Ragnhild                 | Ragnhild                 | Ragnhild               | Ragnhild               | Ragnhild               | Ragnhild               |                  |                  | Orim Kyrping     | Orim Kyrping     | Orim Kyrping | Orim Kyrping | Orim Kyrping                           | Orim Kyrping                           |                                        |                                        |                                        |                                        |  |  |  |  |
|  |  |  |  |                             |                             |                             |                             |                             |                             |                 |                 |                  |                  |                  |                  |                    |                    |                    |                    |                    |                    |                  |                  |                                            |                                            |                                            |                                            |                                            |                                            |                   |                   |                      |                      |                      |                      |                      |                      |                 |                 |                   |                   |                   |                   |                     |                     |                     |                     |                       |                       |                       |                       |                        |                        |                        |                        |                        |                        |                  |                  | Tora Skoptesdotter          | Tora Skoptesdotter          | Tora Skoptesdotter          | Tora Skoptesdotter          | Tora Skoptesdotter          | Tora Skoptesdotter          |                         |                         | Åsolv di Rein           | Åsolv di Rein           | Åsolv di Rein      | Åsolv di Rein      | Åsolv di Rein            | Åsolv di Rein            |                          |                          | Ragnhild                 | Ragnhild                 | Ragnhild               | Ragnhild               | Ragnhild               | Ragnhild               |                  |                  | Orim Kyrping     | Orim Kyrping     | Orim Kyrping | Orim Kyrping | Orim Kyrping                           | Orim Kyrping                           |                                        |                                        |                                        |                                        |  |  |  |  |
|  |  |  |  |                             |                             |                             |                             |                             |                             |                 |                 |                  |                  |                  |                  |                    |                    |                    |                    |                    |                    |                  |                  |                                            |                                            |                                            |                                            |                                            |                                            |                   |                   |                      |                      |                      |                      |                      |                      |                 |                 |                   |                   |                   |                   |                     |                     |                     |                     |                       |                       |                       |                       |                        |                        |                        |                        |                        |                        |                  |                  |                             |                             |                             |                             |                             |                             |                         |                         |                         |                         |                    |                    |                          |                          |                          |                          |                          |                          |                        |                        |                        |                        |                  |                  |                  |                  |              |              |                                        |                                        |                                        |                                        |                                        |                                        |  |  |  |  |
|  |  |  |  |                             |                             |                             |                             |                             |                             |                 |                 |                  |                  |                  |                  |                    |                    |                    |                    |                    |                    |                  |                  |                                            |                                            |                                            |                                            |                                            |                                            |                   |                   |                      |                      |                      |                      |                      |                      |                 |                 |                   |                   |                   |                   |                     |                     |                     |                     |                       |                       |                       |                       |                        |                        |                        |                        |                        |                        |                  |                  |                             |                             |                             |                             |                             |                             |                         |                         |                         |                         |                    |                    |                          |                          |                          |                          |                          |                          |                        |                        |                        |                        |                  |                  |                  |                  |              |              |                                        |                                        |                                        |                                        |                                        |                                        |  |  |  |  |
|  |  |  |  |                             |                             |                             |                             |                             |                             |                 |                 |                  |                  |                  |                  |                    |                    |                    |                    |                    |                    |                  |                  |                                            |                                            |                                            |                                            |                                            |                                            |                   |                   |                      |                      |                      |                      |                      |                      |                 |                 |                   |                   |                   |                   |                     |                     |                     |                     |                       |                       |                       |                       | Sigrid Thorkelsdotter  | Sigrid Thorkelsdotter  | Sigrid Thorkelsdotter  | Sigrid Thorkelsdotter  | Sigrid Thorkelsdotter  | Sigrid Thorkelsdotter  |                  |                  | Guttorm di Rein             | Guttorm di Rein             | Guttorm di Rein             | Guttorm di Rein             | Guttorm di Rein             | Guttorm di Rein             |                         |                         | Sigrid                  | Sigrid                  | Sigrid             | Sigrid             | Sigrid                   | Sigrid                   |                          |                          | Halkel Huk               | Halkel Huk               | Halkel Huk             | Halkel Huk             | Halkel Huk             | Halkel Huk             |                  |                  |                  |                  |              |              |                                        |                                        |                                        |                                        |                                        |                                        |  |  |  |  |
|  |  |  |  |                             |                             |                             |                             |                             |                             |                 |                 |                  |                  |                  |                  |                    |                    |                    |                    |                    |                    |                  |                  |                                            |                                            |                                            |                                            |                                            |                                            |                   |                   |                      |                      |                      |                      |                      |                      |                 |                 |                   |                   |                   |                   |                     |                     |                     |                     |                       |                       |                       |                       | Sigrid Thorkelsdotter  | Sigrid Thorkelsdotter  | Sigrid Thorkelsdotter  | Sigrid Thorkelsdotter  | Sigrid Thorkelsdotter  | Sigrid Thorkelsdotter  |                  |                  | Guttorm di Rein             | Guttorm di Rein             | Guttorm di Rein             | Guttorm di Rein             | Guttorm di Rein             | Guttorm di Rein             |                         |                         | Sigrid                  | Sigrid                  | Sigrid             | Sigrid             | Sigrid                   | Sigrid                   |                          |                          | Halkel Huk               | Halkel Huk               | Halkel Huk             | Halkel Huk             | Halkel Huk             | Halkel Huk             |                  |                  |                  |                  |              |              |                                        |                                        |                                        |                                        |                                        |                                        |  |  |  |  |
|  |  |  |  |                             |                             |                             |                             |                             |                             |                 |                 |                  |                  |                  |                  |                    |                    |                    |                    |                    |                    |                  |                  |                                            |                                            |                                            |                                            |                                            |                                            |                   |                   |                      |                      |                      |                      |                      |                      |                 |                 |                   |                   |                   |                   |                     |                     |                     |                     |                       |                       |                       |                       |                        |                        |                        |                        |                        |                        |                  |                  |                             |                             |                             |                             |                             |                             |                         |                         |                         |                         |                    |                    |                          |                          |                          |                          |                          |                          |                        |                        |                        |                        |                  |                  |                  |                  |              |              |                                        |                                        |                                        |                                        |                                        |                                        |  |  |  |  |
|  |  |  |  |                             |                             |                             |                             |                             |                             |                 |                 |                  |                  |                  |                  |                    |                    |                    |                    |                    |                    |                  |                  |                                            |                                            |                                            |                                            |                                            |                                            |                   |                   |                      |                      |                      |                      |                      |                      |                 |                 |                   |                   |                   |                   |                     |                     |                     |                     | Cecilia Sigurdsdotter | Cecilia Sigurdsdotter | Cecilia Sigurdsdotter | Cecilia Sigurdsdotter | Cecilia Sigurdsdotter  | Cecilia Sigurdsdotter  |                        |                        | Bård Guttormsson       | Bård Guttormsson       | Bård Guttormsson | Bård Guttormsson | Bård Guttormsson            | Bård Guttormsson            |                             |                             | Ragnfrid Erlingsdotter      | Ragnfrid Erlingsdotter      | Ragnfrid Erlingsdotter  | Ragnfrid Erlingsdotter  | Ragnfrid Erlingsdotter  | Ragnfrid Erlingsdotter  |                    |                    |                          |                          |                          |                          |                          |                          |                        |                        |                        |                        |                  |                  |                  |                  |              |              |                                        |                                        |                                        |                                        |                                        |                                        |  |  |  |  |
|  |  |  |  |                             |                             |                             |                             |                             |                             |                 |                 |                  |                  |                  |                  |                    |                    |                    |                    |                    |                    |                  |                  |                                            |                                            |                                            |                                            |                                            |                                            |                   |                   |                      |                      |                      |                      |                      |                      |                 |                 |                   |                   |                   |                   |                     |                     |                     |                     | Cecilia Sigurdsdotter | Cecilia Sigurdsdotter | Cecilia Sigurdsdotter | Cecilia Sigurdsdotter | Cecilia Sigurdsdotter  | Cecilia Sigurdsdotter  |                        |                        | Bård Guttormsson       | Bård Guttormsson       | Bård Guttormsson | Bård Guttormsson | Bård Guttormsson            | Bård Guttormsson            |                             |                             | Ragnfrid Erlingsdotter      | Ragnfrid Erlingsdotter      | Ragnfrid Erlingsdotter  | Ragnfrid Erlingsdotter  | Ragnfrid Erlingsdotter  | Ragnfrid Erlingsdotter  |                    |                    |                          |                          |                          |                          |                          |                          |                        |                        |                        |                        |                  |                  |                  |                  |              |              |                                        |                                        |                                        |                                        |                                        |                                        |  |  |  |  |
|  |  |  |  |                             |                             |                             |                             |                             |                             |                 |                 |                  |                  |                  |                  |                    |                    |                    |                    |                    |                    |                  |                  |                                            |                                            |                                            |                                            |                                            |                                            |                   |                   |                      |                      |                      |                      |                      |                      |                 |                 |                   |                   |                   |                   |                     |                     |                     |                     |                       |                       |                       |                       |                        |                        |                        |                        |                        |                        |                  |                  |                             |                             |                             |                             |                             |                             |                         |                         |                         |                         |                    |                    |                          |                          |                          |                          |                          |                          |                        |                        |                        |                        |                  |                  |                  |                  |              |              |                                        |                                        |                                        |                                        |                                        |                                        |  |  |  |  |
|  |  |  |  |                             |                             |                             |                             |                             |                             |                 |                 |                  |                  |                  |                  |                    |                    |                    |                    |                    |                    |                  |                  |                                            |                                            |                                            |                                            |                                            |                                            |                   |                   |                      |                      |                      |                      |                      |                      |                 |                 |                   |                   |                   |                   | Gyrid               | Gyrid               | Gyrid               | Gyrid               | Gyrid                 | Gyrid                 |                       |                       | Inge II Re di Norvegia | Inge II Re di Norvegia | Inge II Re di Norvegia | Inge II Re di Norvegia | Inge II Re di Norvegia | Inge II Re di Norvegia |                  |                  | Skule Bårdsson              | Skule Bårdsson              | Skule Bårdsson              | Skule Bårdsson              | Skule Bårdsson              | Skule Bårdsson              |                         |                         | Ragnhild                | Ragnhild                | Ragnhild           | Ragnhild           | Ragnhild                 | Ragnhild                 |                          |                          |                          |                          |                        |                        |                        |                        |                  |                  |                  |                  |              |              |                                        |                                        |                                        |                                        |                                        |                                        |  |  |  |  |
|  |  |  |  |                             |                             |                             |                             |                             |                             |                 |                 |                  |                  |                  |                  |                    |                    |                    |                    |                    |                    |                  |                  |                                            |                                            |                                            |                                            |                                            |                                            |                   |                   |                      |                      |                      |                      |                      |                      |                 |                 |                   |                   |                   |                   | Gyrid               | Gyrid               | Gyrid               | Gyrid               | Gyrid                 | Gyrid                 |                       |                       | Inge II Re di Norvegia | Inge II Re di Norvegia | Inge II Re di Norvegia | Inge II Re di Norvegia | Inge II Re di Norvegia | Inge II Re di Norvegia |                  |                  | Skule Bårdsson              | Skule Bårdsson              | Skule Bårdsson              | Skule Bårdsson              | Skule Bårdsson              | Skule Bårdsson              |                         |                         | Ragnhild                | Ragnhild                | Ragnhild           | Ragnhild           | Ragnhild                 | Ragnhild                 |                          |                          |                          |                          |                        |                        |                        |                        |                  |                  |                  |                  |              |              |                                        |                                        |                                        |                                        |                                        |                                        |  |  |  |  |
|  |  |  |  |                             |                             |                             |                             |                             |                             |                 |                 |                  |                  |                  |                  |                    |                    |                    |                    |                    |                    |                  |                  |                                            |                                            |                                            |                                            |                                            |                                            |                   |                   |                      |                      |                      |                      |                      |                      |                 |                 |                   |                   |                   |                   |                     |                     |                     |                     |                       |                       |                       |                       |                        |                        |                        |                        |                        |                        |                  |                  |                             |                             |                             |                             |                             |                             |                         |                         |                         |                         |                    |                    |                          |                          |                          |                          |                          |                          |                        |                        |                        |                        |                  |                  |                  |                  |              |              |                                        |                                        |                                        |                                        |                                        |                                        |  |  |  |  |
|  |  |  |  |                             |                             |                             |                             |                             |                             |                 |                 |                  |                  |                  |                  |                    |                    |                    |                    |                    |                    |                  |                  |                                            |                                            |                                            |                                            |                                            |                                            |                   |                   |                      |                      |                      |                      |                      |                      |                 |                 |                   |                   |                   |                   |                     |                     |                     |                     | Guttorm               | Guttorm               | Guttorm               | Guttorm               | Guttorm                | Guttorm                |                        |                        |                        |                        |                  |                  |                             |                             |                             |                             | Margherita Skulesdatter     | Margherita Skulesdatter     | Margherita Skulesdatter | Margherita Skulesdatter | Margherita Skulesdatter | Margherita Skulesdatter |                    |                    | Haakon IV Re di Norvegia | Haakon IV Re di Norvegia | Haakon IV Re di Norvegia | Haakon IV Re di Norvegia | Haakon IV Re di Norvegia | Haakon IV Re di Norvegia |                        |                        |                        |                        |                  |                  |                  |                  |              |              |                                        |                                        |                                        |                                        |                                        |                                        |  |  |  |  |
|  |  |  |  |                             |                             |                             |                             |                             |                             |                 |                 |                  |                  |                  |                  |                    |                    |                    |                    |                    |                    |                  |                  |                                            |                                            |                                            |                                            |                                            |                                            |                   |                   |                      |                      |                      |                      |                      |                      |                 |                 |                   |                   |                   |                   |                     |                     |                     |                     | Guttorm               | Guttorm               | Guttorm               | Guttorm               | Guttorm                | Guttorm                |                        |                        |                        |                        |                  |                  |                             |                             |                             |                             | Margherita Skulesdatter     | Margherita Skulesdatter     | Margherita Skulesdatter | Margherita Skulesdatter | Margherita Skulesdatter | Margherita Skulesdatter |                    |                    | Haakon IV Re di Norvegia | Haakon IV Re di Norvegia | Haakon IV Re di Norvegia | Haakon IV Re di Norvegia | Haakon IV Re di Norvegia | Haakon IV Re di Norvegia |                        |                        |                        |                        |                  |                  |                  |                  |              |              |                                        |                                        |                                        |                                        |                                        |                                        |  |  |  |  |